# Heritiera utilis
Heritiera utilis là một loài thực vật có hoa thuộc họ Malvaceae (hoặc Sterculiaceae).
Loài này có ở Bờ Biển Ngà, Gabon, Ghana, Liberia, và Sierra Leone.
Chúng hiện đang bị đe dọa vì mất môi trường sống.